# Begleitmetalle
Der Begriff Begleitmetall wird häufig in unterschiedlichen Kontexten und ohne einheitliche Definition verwendet, beispielsweise als Synonym für Legierungsbegleiter, Legierungselement und Begleitelement. Der Begriff Begleitelement wird überwiegend verwendet für Nebenprodukte, die unbeabsichtigt während des Fertigungsprozesses in das Endprodukt gelangen (zum Beispiel bei der Reduktion von Erz). Die Begriffe Legierungsbegleiter und Legierungselement werden überwiegend für Elemente verwendet, die anderen Elementen gezielt zugesetzt werden bzw. die in Legierungen natürlich vorkommen. Diese unterschiedlichen Interpretationen und Verwendungen des Begriffs haben zur Folge, dass je nach Autor und Quelle ganz unterschiedliche Metalle als Begleitmetall deklariert werden.

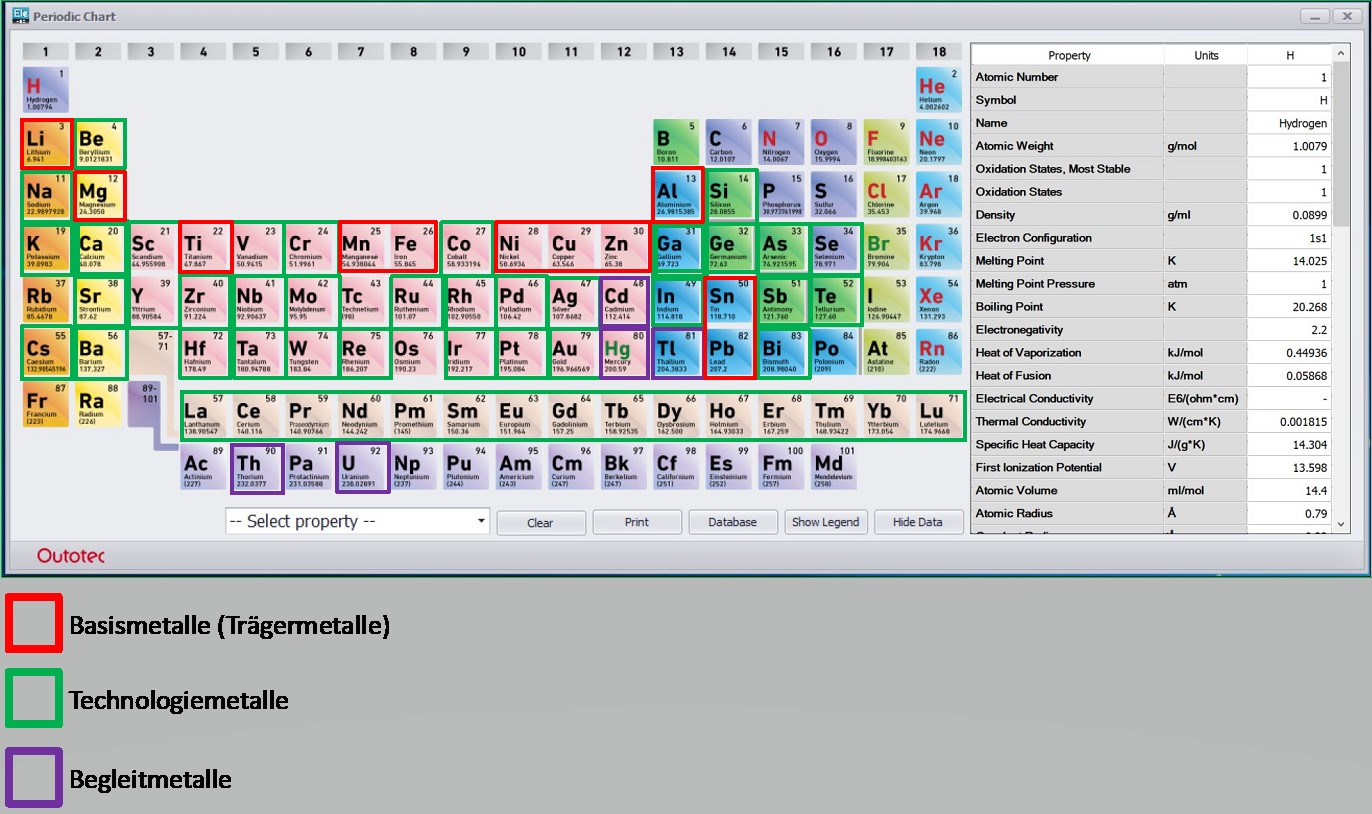
Vereinfachte und robuste Gruppierung der Elemente im „Metalle vernetzen Zukunft“-Paradigma

In aktuellen wissenschaftlichen Arbeiten und Diskursen wird die Gesamtheit der Metalle im Periodensystem in drei Gruppen unterteilt. Je nach Anwendungsgebiet gehören demnach alle Metalle entweder zu den Basismetallen, zu den Technologiemetallen oder zu den Begleitmetallen. Letztere werden demnach definiert als Metalle, die weder den Basismetallen noch den Technologiemetallen zugeordnet werden können. Es handelt sich hauptsächlich um Elemente, die im Erzkörper enthalten sind, jedoch kaum Anwendung finden in Legierungen oder Produkten. Dazu gehören zum Beispiel Quecksilber, Thallium oder Cadmium (s. Abbildung 1).
Das Metallrad stellt den Zusammenhang der verschiedenen Metalle in der Natur und beim Recycling dar und veranschaulicht, welche Begleitmetalle bei den unterschiedlichen metallurgischen Prozessen entstehen können. 